# L'antagonista
L'antagonista è un romanzo di Carlo Cassola pubblicato dalla casa editrice Rizzoli nel 1976, anno in cui ottenne il Premio Bancarella

## Trama
La storia, localizzata tra gli anni trenta e la guerra, con un'appendice nel dopoguerra, narra le vicende di un gruppo di giovani di Volterra con le loro chiacchiere quotidiane, i pettegolezzi, gli amori, lo studio, la famiglia, i brevi spostamenti che non vanno oltre Pisa o Firenze, e che alla fine avranno avuto dalla vita ciò che era loro destinato.

### Prologo
Il romanzo, che è diviso in quattro capitoli di differente lunghezza, si apre con un prologo che si svolge a Roma, nel quale vengono presentati dall'autore il personaggio principale, Pietro, l'antagonista, e Ferruccio, personaggio autobiografico.
La vicenda si svolge di domenica a casa della famiglia dell'avvocato Fila dove è stato invitato a pranzo un giovane allievo scelto del collegio militare di nome Pietro Bongini che, con il suo fare arrogante e maleducato, riesce antipatico sia al padrone di casa che al figlio Ferruccio.
A questo punto la scena si sposta a Volterra nella via principale della città, via Guidi, meta obbligata del passeggio pomeridiano e frequentata dai giovani del luogo. Tra questi giovani vi è Bianca, una bella ragazza di diciassette anni, appartenente alla piccola borghesia che è corteggiata da Pietro, uscito da poco dal collegio militare ed ora studente universitario a Pisa.

### Primo capitolo
Cassola pubblicò in anteprima sul «Corriere della Sera» un riassunto del romanzo che stava per pubblicare «Le cose vanno per le lunghe, come succedeva allora (siamo negli anni trenta). Pietro non ha fretta di fidanzarsi, pensa che Bianca non potrà rispondergli di no, dato il suo stato sociale e il nome di giovane serio che lo circonda. Quanto a Bianca, preferisce rimanere il più a lungo possibile nella condizione di ragazza da marito: quasi presagendo che la vita non le potrà riservare niente di meglio. Successivamente (tra i due fatti non c'è rapporto) Bianca si introduce nella piccola cerchia aristocratica. Conosce dapprima alcune ragazze, come Verdiana, che diviene la sua grande amica, e Ilaria e Matilde, soprannominate le bambolotte, poi un giovanotto, Gianluca, che studia chimica (e gode di una cattiva fama). Quando Verdiana va in villa, dagli altri della comitiva viene organizzata una gita per farle visita, alla quale partecipano Bianca, Pietro, Gianluca e le bambolotte. Bianca subisce le pressioni dell'ambiente, che la spingono tutte verso Pietro, ma qualcosa la trattiene. Anche questa gita, che nell'intenzione di chi l'ha promossa doveva servire ad avvicinare i due giovani, ottiene se mai l'effetto contrario: Bianca è addirittura offesa dal comportamento di Pietro, che si studia invece di essere disinvolto».
Pietro intanto, che è a Pisa per gli studi, continua a pensare a Bianca e finalmente decide di dichiararsi. Le scrive così una breve lettera, piuttosto fredda, alla quale la ragazza non risponde. Tornato a Volterra riesce però, durante una festa da ballo, a parlare con Bianca riuscendole a strappare un mezzo consenso a patto che la lasci ancora riflettere. Bianca però continua a pensare a Ferruccio che l'anno precedente le aveva fatto una dichiarazione e si convince che Pietro non le piace. Vengono intanto annunciati i fidanzamenti di Verdiana con il dottor Soldateschi e di Gianluca con Ilaria. Nel frattempo Bianca scrive due lettere: una a Pietro per dirgli che ci aveva ripensato e «si riprendeva la parola» e l'altra a Ferruccio consentendogli di ricominciare a scriverle.

### Secondo capitolo
Pietro, offeso ed umiliato per il rifiuto, cercherà, da questo momento, di dimostrare a Bianca che ha fatto un errore nel rifiutarlo pavoneggiandosi per il successo negli studi, per la laurea ottenuta a pieni voti e per la prestigiosa carriera intrapresa oltre a cercare una fidanzata.
Alla vicenda di Pietro si affianca quella della sorella Luisa che si innamora del dottor Renzo Farneti che poi sposerà. La relazione tra Bianca e Ferruccio però non procede in modo sereno a causa delle continue incomprensioni e alla fine si rompe. Gianluca, durante le vacanze estive a Castiglioncello, compromette Ilaria e quando i genitori di lei gli proibiscono di frequentarla fino al momento delle nozze, rompe il fidanzamento lasciando la ragazza disperata.
Si respira intanto aria di guerra. Pietro ottiene un impiego in banca a Pisa e ha una relazione dapprima con Elena, la figlia dell'affittacamere dove sta in pensione, e poi con la cugina di una collega d'ufficio, Clorinda Bemporad, una bella ragazza ebrea che studia matematica.

### Terzo capitolo
Il capitolo è occupato da due viaggi : quello di Luisa, che da Firenze dove vive con il marito si reca a Volterra a trovare i genitori e quello di Pietro, non accompagnato dalla moglie Clorinda, sulla linea Pisa-Volterra. Sono questi «due viaggi-consuntivo che fanno il bilancio di due esistenze, denunciando il loro trascorrere grigio e fallimentare (mentre la guerra fascista sta volgendo verso la catastrofe)».
Luisa è triste e scontenta, ormai disamorata del marito di cui ha scoperto tutti i difetti e Pietro è insoddisfatto del suo matrimonio.
Intanto il tempo passa: la guerra è perduta, viene l'8 settembre e la Liberazione, Luisa si riaccosta al marito e Pietro e Ferruccio, ormai uomini maturi, si incontrano sulla ferrovia locale a Saline. Pietro, socialista, è un importante dirigente bancario e Ferruccio, liberale, è giornalista e convive con una donna sposata. Si rendono così presto conto che non hanno più nulla da dirsi.

### Quarto capitolo
Pietro è diventato direttore generale della sua banca a Firenze ed è un simpatizzante di De Gasperi e i suoi amici e colleghi votano per il MSI di Almirante.
Il romanzo finisce con il personaggio di Pietro che, ormai sessantenne, con un figlio già grande e sposato, soddisfatto della carriera che ha fatto sta scrivendo con la moglie i biglietti d'auguri natalizi per gli amici del Rotary.

## La critica
- «Non mutata rispetto ai titolo precedenti è l'idea generale di romanzo in cui vanno a collocarsi le miriadi di parole e di gesti, la quale continua ad essere l'idea del romanzo-esistenza su cui nacquero i primi raccontini fin dal 1937 e poi, dopo la fase parzialmente neorealista, tutti i romanzi dopo  Un cuore arido . Anche i tempi dello svolgimento ripetono ritmi già noti: più lenti e meticolosi prima, poi più rapidi negli anni, con salti cronologici che scivolano sulla pagina senza lasciare segno. Lo stesso potrebbe dirsi della lingua che conferma le scelte di Cassola sia a livello lessicale (il consueto italiano perfetto con leggera patina toscana) che sintattico; siamo di fronte a oltre cinquecento pagine segmentate in periodi brevi e brevissimi con un assoluto dominio della paratassi e un'enorme dilatazione del dialogato, cioè di fronte ad un'esasperazione di un cliché collaudatissimo la cui variante è nell'Antagonista puramente quantitativa. E lo stesso dicasi infine se andiamo a vedere il senso della vita che vien fuori anche da questo romanzo, dove i personaggi tornano a riprendere quell'atteggiamento diseroicizzato e un po' sospiroso, fatto più di rimpianti che di progetti, più di squallore che di disperazione che era già di tanti loro predecessori nelle pagine di Cassola.[4]»

## Edizioni
- Carlo Cassola, L'antagonista, Rizzoli, 1976.